# توکایوو (شهرستان کیگینسکی، باشقیرستان)
توکایوو (انگلیسی: Tukayevo, Kiginsky District, Republic of Bashkortostan) یک شهرک در شهرستان کیگینسکی استان باشقیرستان کشور روسیه است.